# Zig Zag
Zig Zag a fost o publicație săptămânală din România.
A apărut la București, în februarie 1990.
A fost fondată de Octavian Mitu
iar redactor-șef la apariție a fost Radu Cismășanu, pentru primele patru numere.
Ulterior, revista a fost condusă editorial de Ion Cristoiu.
Pentru o scurtă perioadă, revista l-a avut ca redactor-șef pe Adrian Păunescu, pentru ca mai apoi să revină Ion Cristoiu, dar în funcția de director.
Printre colaboratorii publicației s-au numărat Ioan Vieru, Dan Silviu Boerescu sau Sever Avram.